# Angelino Alfano
Angelino Alfano (ur. 31 października 1970 w Agrigento) – włoski polityk i prawnik, parlamentarzysta, od 2008 do 2011 minister sprawiedliwości, w latach 2013–2014 wicepremier, od 2013 do 2016 minister spraw wewnętrznych, od 2016 do 2018 minister spraw zagranicznych.

## Życiorys
Absolwent prawa na Katolickim Uniwersytecie Najświętszego Serca w Mediolanie, uzyskał następnie doktorat.
Politycznie zaangażował się w działalność Chrześcijańskiej Demokracji, a po jej rozwiązaniu w latach 90. przystąpił do Forza Italia. Uzyskał mandat radnego regionu Sycylia, został też osobistym sekretarzem Silvia Berlusconiego.
Od 2001 zasiada parlamencie jako poseł do Izby Deputowanych XIV, XV, XVI i XVII kadencji. Po zwycięstwie centroprawicowego Ludu Wolności i jego koalicjantów w przedterminowych wyborach w 2008 powołano go w skład Rady Ministrów na urząd ministra sprawiedliwości.
W 2011 premier Silvio Berlusconi zapowiedział, że Angelino Alfano powinien zostać jego następcą. Objął wówczas stanowisko krajowego sekretarza politycznego Ludu Wolności, by przygotować tę organizację do kolejnych wyborów parlamentarnych. W konsekwencji 27 lipca 2011 odszedł z rządu.
28 kwietnia 2013 objął stanowisko wicepremiera i ministra spraw wewnętrznych w koalicyjnym rządzie Enrica Letty.
Angelino Alfano sprzeciwił się żądaniom wyjścia z koalicji, które deklarował Silvio Berlusconi. Nie przystąpił też do nowo powołanej przez byłego premiera (w miejsce Ludu Wolności) partii Forza Italia. Dzień przed rozwiązaniem PdL, 15 listopada 2013, wraz ze swoimi zwolennikami (w tym wszystkimi ministrami ze swojego ugrupowania) powołał nową formację polityczną pod nazwą Nowa Centroprawica.
W powołanym 22 lutego 2014 rządzie Mattea Renziego pozostał ministrem spraw wewnętrznych, ale nie zachował stanowiska wicepremiera. 12 grudnia 2016 w nowo utworzonym gabinecie Paola Gentiloniego przeszedł na stanowisko ministra spraw zagranicznych.
18 marca 2017 NCD została rozwiązana. Tego samego dnia jej działacze powołali nowe ugrupowanie pod nazwą Alternativa Popolare, a Angelino Alfano został przewodniczącym tej formacji. W grudniu 2017 ogłosił, że nie wystartuje w kolejnych wyborach parlamentarnych. Od 1 stycznia do 1 czerwca 2018 pełnił funkcję przewodniczącego OBWE. 1 czerwca 2018 polityk zakończył pełnienie funkcji rządowej.
W 2019 został prezesem Gruppo San Donato, grupy włoskich szpitali prywatnych.